# San Diego Film Critics Society Award per il migliore attore non protagonista

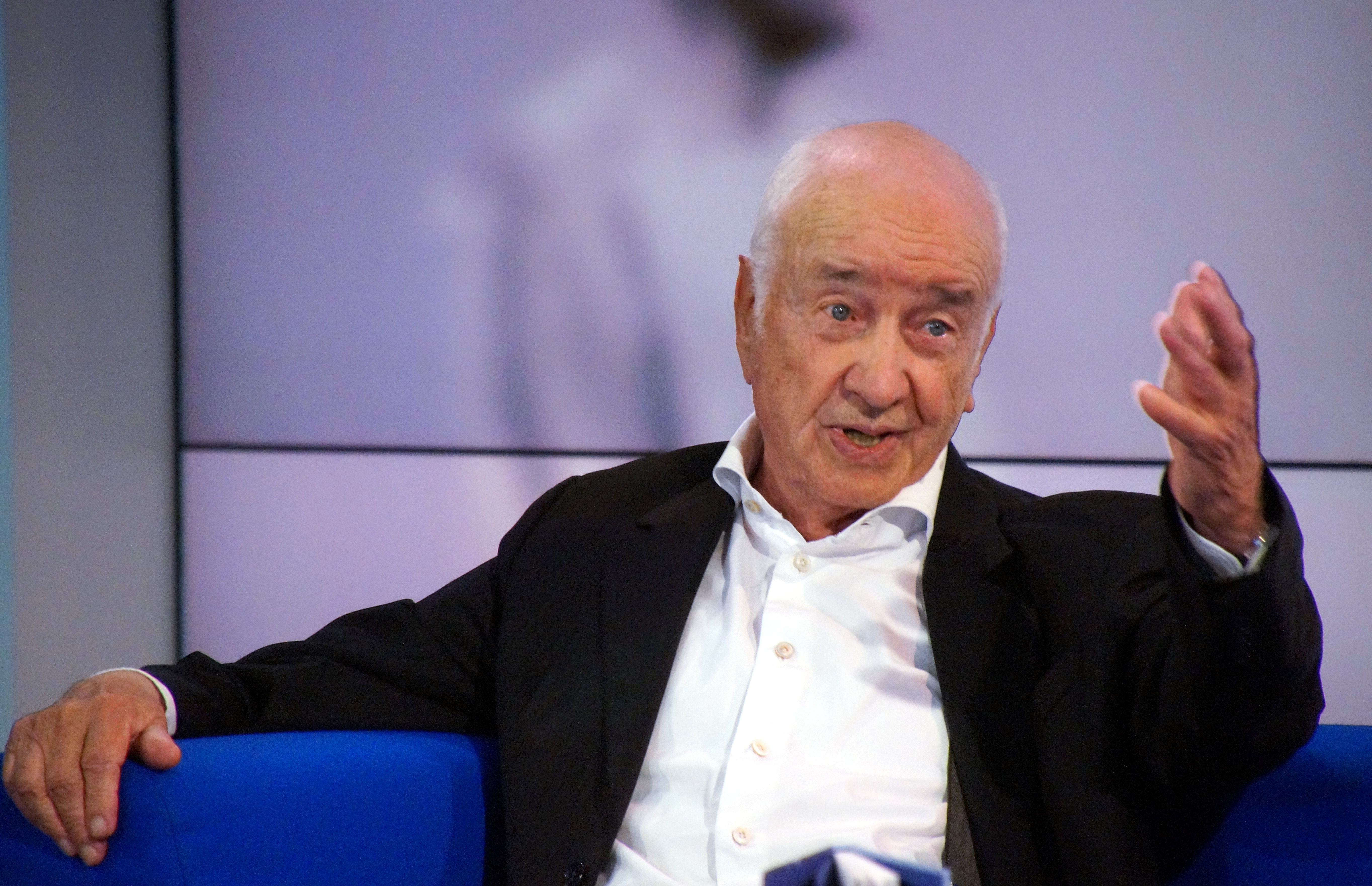
Armin Mueller-Stahl è stato il primo vincitore del premio per la sua interpretazione in Shine

Il San Diego Film Critics Society Award per il migliore attore non protagonista (San Diego Film Critics Society Award for Best Supporting Actor) è un premio assegnato nell'ambito del San Diego Film Critics Society Awards dal 1996 al migliore attore non protagonista in una pellicola cinematografica.

## Vincitori e candidati
I vincitori sono indicati in grassetto, a seguire gli altri candidati.

### Anni 1990-1999
- 1996: - Armin Mueller-Stahl – Shine
- 1997: - Burt Reynolds – Boogie Nights - L'altra Hollywood (Boogie Nights)
- 1998: - Billy Bob Thornton – Soldi sporchi (A Simple Plan)
- 1999: - Philip Seymour Hoffman – Flawless - Senza difetti (Flawless)
  - Christopher Plummer – Insider - Dietro la verità (The Insider)

### Anni 2000-2009
- 2000: - Benicio del Toro – Traffic
  - Willem Dafoe – L'ombra del vampiro (Shadow of the Vampire)
- 2001: - Ben Kingsley – Sexy Beast - L'ultimo colpo della bestia (Sexy Beast)
- 2002: - Chris Cooper – Il ladro di orchidee (Adaptation)
  - Alan Arkin – Tredici variazioni sul tema (Thirteen Conversations About One Thing)
- 2003: - Djimon Hounsou – In America - Il sogno che non c'era (In America)
- 2004: - Philip Davis – Il segreto di Vera Drake (Vera Drake)
- 2005: - Jeffrey Wright – Broken Flowers
- 2006: - Ray Winstone – La proposta (The Proposition)
- 2007: - Tommy Lee Jones – Non è un paese per vecchi (No Country for Old Men)
  - Tom Wilkinson – Michael Clayton
- 2008: - Heath Ledger - Il cavaliere oscuro (The Dark Knight) postumo
- 2009: - Christoph Waltz – Bastardi senza gloria (Inglourious Basterds)
  - Woody Harrelson – Oltre le regole - The Messenger (The Messenger)
  - John Malkovich – The Great Buck Howard
  - Paul Schneider – Bright Star
  - Stanley Tucci – Amabili resti (The Lovely Bones)

### Anni 2010-2019
- 2010: - John Hawkes – Un gelido inverno (Winter's Bone)
  - Christian Bale – The Fighter
  - John Hurt – 44 Inch Chest
  - Jeremy Renner – The Town
  - Geoffrey Rush – Il discorso del re (The King's Speech)
- 2011: - Nick Nolte – Warrior
  - Albert Brooks – Drive
  - Christopher Plummer – Beginners
  - Andy Serkis – L'alba del pianeta delle scimmie (Rise of the Planet of the Apes)
  - Max von Sydow – Molto forte, incredibilmente vicino (Extremely Loud & Incredibly Close)
- 2012: - Christoph Waltz – Django Unchained
  - Alan Arkin – Argo
  - Philip Seymour Hoffman – The Master
  - Matthew McConaughey – Killer Joe
  - Christopher Walken – 7 psicopatici (Seven Psychopaths)
- 2013: - Jared Leto – Dallas Buyers Club
  - Daniel Brühl – Rush
  - James Gandolfini – Non dico altro (Enough Said)
  - Michael Fassbender – 12 anni schiavo (12 Years a Slave)
  - Sam Rockwell – C'era una volta un'estate (The Way, Way Back)
- 2014: - Mark Ruffalo - Foxcatcher
  - Riz Ahmed - Lo sciacallo - Nightcrawler (Nightcrawler)
  - Ethan Hawke - Boyhood
  - Edward Norton - Birdman
  - J. K. Simmons - Whiplash
- 2015: - Tom Noonan – Anomalisa
  - RJ Cyler – Quel fantastico peggior anno della mia vita (Me and Earl and the Dying Girl)
  - Paul Dano – Love & Mercy
  - Oscar Isaac – Ex Machina
  - Mark Rylance – Il ponte delle spie (Bridge of Spies)
- 2016: - Mahershala Ali – Moonlight (ex aequo) Ben Foster – Hell or High Water
  - Jeff Bridges – Hell or High Water
  - Michael Shannon – Animali notturni (Nocturnal Animals)
  - Aaron Taylor-Johnson – Animali notturni (Nocturnal Animals)
- 2017: - Sam Rockwell - Tre manifesti a Ebbing, Missouri (Three Billboards Outside Ebbing, Missouri)
  - Ethan Hawke - Maudie - Una vita a colori (Maudie)
  - Oscar Isaac - Suburbicon
  - Willem Dafoe - Un sogno chiamato Florida (The Florida Project)
  - Woody Harrelson - Tre manifesti a Ebbing, Missouri (Three Billboards Outside Ebbing, Missouri)
- 2018: - Timothée Chalamet - Beautiful Boy (ex aequo) Richard E. Grant - Copia originale (Can You Ever Forgive Me?)
  - Mahershala Ali - Green Book
  - Joel Edgerton - Boy Erased - Vite cancellate (Boy Erased)
  - Sam Elliott - A Star Is Born
- 2019: - Joe Pesci - The Irishman (ex aequo) Brad Pitt - C'era una volta a... Hollywood (Once Upon a Time... in Hollywood)
  - Willem Dafoe - The Lighthouse
  - Al Pacino - The Irishman
  - Wesley Snipes - Dolemite Is My Name

### Anni 2020-2029
- 2020: -  Paul Raci - Sound of Metal
  - Sacha Baron Cohen - Il processo ai Chicago 7 (The Trial of the Chicago 7)
  - Frank Langella - Il processo ai Chicago 7 (The Trial of the Chicago 7)
  - Peter Macdissi - Zio Frank (Uncle Frank)
  - Bill Murray - On the Rocks
- 2021: - Jason Isaacs - Mass
  - Ben Affleck - Il bar delle grandi speranze (The Tender Bar)
  - Ciarán Hinds - Belfast
  - Troy Kotsur - CODA - I segni del cuore (CODA)
  - Kodi Smit-McPhee - Il potere del cane (The Power of the Dog)
- 2022: - Brendan Gleeson - Gli spiriti dell'isola (The Banshees of Inisherin)
  - Brian Tyree Henry - Causeway
  - Barry Keoghan - Gli spiriti dell'isola (The Banshees of Inisherin)
  - Ke Huy Quan - Everything Everywhere All at Once
  - Mark Rylance - Bones and All
- 2023: - Robert Downey Jr. - Oppenheimer
  - Ryan Gosling - Barbie
  - Sterling K. Brown - American Fiction
  - Charles Melton - May December
  - Mark Ruffalo - Povere creature! (Poor Things)
- 2024: - Kieran Culkin - A Real Pain
  - Denzel Washington - Il gladiatore II (Gladiator II)
  - Stanley Tucci - Conclave
  - Guy Pearce - The Brutalist
  - Clarence Maclin - Sing Sing